# Marcello Gandini

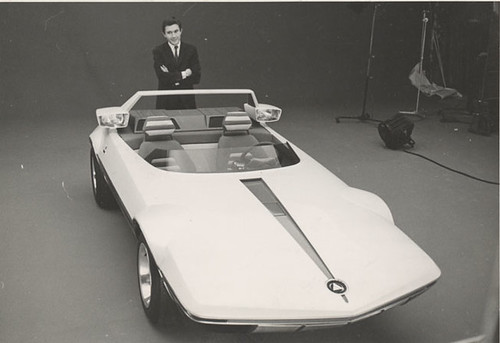
Gandini i Autobianchi A112 Runabout (1969)

Marcello Gandini (ur. 26 sierpnia 1938 w Turynie, zm. 13 marca 2024 w Rivoli) – włoski projektant samochodowy.

## Życiorys
Urodził się w Turynie, po ukończeniu szkoły otrzymał pracę jako główny projektant w Bertone. W 1980 roku odszedł by rozpocząć karierę jako niezależny projektant. Pojęcie „Lambo” doors miało początek na desce kreślarskiej Gandini, podczas projektowania prototypu Alfa Romeo 33 Carabo.

## Zaprojektowane samochody
- Alfa Romeo Montreal
- Alfa Romeo 90
- Alfa Romeo 33 Carabo
- BMW – pierwsza generacja serii 5: E12
- Bugatti EB110
- Citroën BX
- Cizeta Moroder V16T
- De Tomaso Pantera 200
- Ferrari Dino 308GT4
- Fiat 132
- Fiat X1/9
- Iso Lele
- Lamborghini Countach
- Lamborghini Diablo
- Lamborghini Espada
- Lamborghini Jarama
- Lamborghini Miura
- Lamborghini Urraco
- Lancia Stratos
- Maserati Khamsin
- Maserati Quattroporte IV (1994–2001)
- Maserati Shamal
- Renault 5 Phase 2
- De Tomaso Biguà/Qvale Mangusta